# Тукуманасо
Тукуманасо (исп. Tucumanazo) — волнения, происходившие 10—14 ноября 1970 года в Сан-Мигеле-де-Тукуман (административном центре аргентинской провинции Тукуман). Стали частью в цепи аналогичных социальных протестов и восстаний (коррентинасо, росариасо, кордобасо и др.) против сменявших друг друга диктаторских режимов в стране.

## История
События начались с того, что студенты, протестующие против закрытия столовой, находившейся напротив Нормальной школы, организовали походную кухню перед входом в неё.
10 ноября 1970 года, когда на кухне собралось около 1000 обедавших студентов, прибыла полиция и начала применять силу для разгона собравшихся. К столкновениям полиции со студентами, на стороне последних, вскоре присоединились члены профсоюзов и другие горожане, после чего волнения охватили весь город.
В течение четырёх дней город находился в руках восставших, которые были подавлены только совместными действиями полиции и армии 14 ноября. Подавлением волнений руководил Хорхе Рафаэль Видела, который спустя шесть лет в результате военного переворота стал диктатором страны.